# Магистрала
Магистрала је важна комуникацијска линија којом се обавља саобраћај, у копненом, поморском и ваздушном превозу. У систему телекомуникација означава главни правац протока информација на који се надовезују други, споредни. Магистрале су у свим случајевима од великог међународног, економског, и војног значаја.